# Journal of Hyperbolic Differential Equations
Journal of Hyperbolic Differential Equations est une revue scientifique qui publie des articles sur les problèmes d'équations aux dérivées partielles hyperboliques non linéaires et les sujets mathématiques connexes, notamment sur la théorie et l'analyse numérique des lois de conservation hyperboliques et des équations aux dérivées partielles hyperboliques issues de la physique mathématique. Fondée en 2004, la revue est publiée par World Scientific.

## Résumé et indexation
La revue est résumée et indexée dans :
- Mathematical Reviews
- Zentralblatt MATH
- Science Citation Index Expanded
- Current Contents/Sciences physiques, chimiques et de la Terre
- CompuMath Citation Index
- Journal Citation Reports/Science Edition
- ISI Alerting Services
- Inspec